# Elizabeth Stone
Elizabeth Stone, nascida Elizabeth Wheeler, conhecida pelo pseudônimo de Sutherland Menzies (Manchester, 25 de abril de 1803 - East Preston, setembro de 1881) foi uma escritora britânica. Escreveu obras de história, terror e suspense, sendo a ela atribuído o primeiro conto de lobisomem da literatura moderna, chamado Hughes, o Lobisomem, de 1838.

## Biografia
Elizabeth nasceu em Manchester, em 1803, filha de Mary Wheeler e John Wheeler, editor do jornal local, o Manchester Chronicle. Seu avô foi Charles Wheeler, fundado do jornal, em 1781. A família era de classe média abastada, fazendo parte de uma elite educada da época. Elizabeth tinha pelo menos três irmãos: James também era escritor e foi um dos primeiros historiadores da cidade; Charles era escritor e Serjeant era juiz.
Quando se casou com um clérigo, chamado Thomas Stone, Elizabeth trocou de sobrenome. Depois do casamento, o casal se mudou para Cumberland, onde ele lecionava na faculdade de teologia. Em 1838, se mudaram para Londres, onde se tornou curado da Igreja de St. John, em Westminster. Registros da abadia indicam que Thomas morreu em 1850.
Em 1858, Elizabeth já estava perdendo a visão, mas ainda trabalhava, tendo escrito God's Acre; or, Historical Notices relating to Churchyards. Escreveu o prefácio de um livro, mas depois passou a rejeitar trabalhos. Ainda assim, chegou a publicar mais dois livros, usando uma assistente para escrever em seu lugar.

## Carreira
Em agosto de 1840, Elizabeth publica seu primeiro livro, The Art of Needlework from the Earliest Ages. Seu primeiro romance, que é considerado um dos primeiros da era industrial, foi publicado em outubro de 1842, William Langshawe, the Cotton Lord. Seu segundo romance foi publicado em maio de 1843, The Young Milliner, que tratava das lutas e do sofrimento das operárias nas fábricas têxteis. Um de seus últimos livros foi Ellen Merton; or, The Pic-nic, um livro para crianças.

## Morte
Elizabeth Stone morreu na vila de East Preston, em Sussex, em 1881, aos 78 anos.

## Livros publicados
- The Art of Needlework from the Earliest Ages (1840)
- William Langshawe, the Cotton Lord (1842)
- The Young Milliner (1843)
- Miss Pen and Her Niece; or, The Old Maid and the Young One (1843)
- Chronicles of Fashion, from the time of Elizabeth to the early part of the nineteenth century in manners, amusements, banquets, costumes, etc.. (1845)
- Mr. Dalton's Legatee, a Very Nice Woman (1850)
- Ellen Merton; or, The Pic-nic (1856)
- God's Acre; or, Historical Notices relating to Churchyards (1858)
- A Handbook to the Christian Year, for Young People' (1860)
- Three Incidents, Strictly True (1873)